# NGC 2968
NGC 2968 је спирална галаксија у сазвежђу Лав која се налази на NGC листи објеката дубоког неба.
Деклинација објекта је + 31° 55' 43" а ректасцензија 9h 43m 11,9s. Привидна величина (магнитуда) објекта NGC 2968 износи 11,9 а фотографска магнитуда 12,8. Налази се на удаљености од 25,9000 милиона парсека од Сунца. NGC 2968 је још познат и под ознакама UGC 5190, MCG 5-23-29, CGCG 152-58, KCPG 210B, PGC 27800.